# Наташа Јањић
Наташа Јањић (Сплит, 27. новембар 1981) је хрватска глумица.

## Улоге
| Год.  | Назив                       | Улога              |
| ----- | --------------------------- | ------------------ |
| 2005. | Наша мала клиника           | Анкица Хмељ        |
| 2005. | Волим те                    | Наташа             |
| 2006. | Све џаба                    | Маја               |
| 2007. | Бибин свијет                | Тамара             |
| 2007. | Право чудо                  | Мештанка на сеанси |
| 2007. | Крадљивац успомена          |                    |
| 2007. | Пусти ме да спавам          | Клара              |
| 2007. | Луда кућа                   | Тамара Шушњара     |
| 2008. | Наша мала клиника           | Анкица Биовић      |
| 2009. | На терапији                 | Маја               |
| 2009. | Мамутица                    | Мартина            |
| 2009. | Свети Георгије убива аждаху | Катарина           |
| 2009. | Кењац                       | Јасна              |
| 2009. | У земљи чудеса              | Дуња               |
| 2009. |                             | Јасна              |
| 2009. | Либертанго                  | Јулија             |
| 2009. | На терапији                 | Маја               |
| 2010. | Тајни дневник патке Матилде | Гица Роза (глас)   |
| 2010. | Тито                        | Олга               |
| 2012. | Људождер вегетаријанац      | сестра Лана        |
| 2015. | Комшије                     | Морена             |
| 2016. | Права жена                  | Наташа Ковач       |
| 2018. | Алекси                      | Леа                |
| 2022. | Тајне винове лозе           | Теа                |

## Награде
Наташа Јањић је 2006. године на пулском филмском фестивалу добила „златну арену“ за најбољу женску споредну улогу у филму Све џаба у којем игра Мају.